# Josep Carner i Ribalta
Josep Carner i Ribalta (Balaguer, 14 de abril de 1898- Simi Valley, California, 13 de marzo de 1988) fue un político y escritor español nacido en Cataluña, desarrolló su carrera entre España y Estados Unidos.

## Biografía
Josep Carner i Ribalta nació en Balaguer el 14 de abril de 1898. Muy joven, en 1916, colaboró en la fundación de la organización "La Llama", de carácter patriótico. Además, fue redactor de la revista del mismo nombre, hasta 1919.
Con el golpe de Estado de Primo de Rivera, en 1923 Carner i Rabalta decidió exiliarse, pasando por París, Inglaterra, Cuba y Estados Unidos, lugares en los que continuó tanto su actividad política como la formativa y profesional. 
En 1925 acompañó al político Francesc Macià a Moscú, participando junto a otros destacados líderes políticos y sindicales en el complot de Prats de Molló.
En 1931 regresó a Cataluña para formar parte del gobierno de la Generalitat republicana, ocupando los cargos de responsable de prensa (1932-1936) y comisario de espectáculos. Durante esta época, organizó el Comité de Cine, inició una línea de cine escolar por centros educativos y publicó el libro Cómo se hace un film (1934). Junto con otras personas del mundo de la cultura, impulsó la creación de la productora Laya Films y de los estudios cinematográficos Orphea Films.

## Actividad profesional
Fue publicista del periódico "El mensajero Paramount", entre 1928 y 1930. Además, colaboró en el guion de distintas películas de la Paramount Studios, traducidos al castellano:
- El cuerpo del delito (1930)
- Amor audaz (1930)
- Galas de la Paramount (1930)
- Cascarrabias (1930)
- El dios del mar (1930)
- Gente alegre (1931)
- El príncipe gondolero (1931)
- El cobarde (1938)
- Perfidia o la mujer que amó en vano (1939)

También fue traductor de la compañía Berlitz International entre 1959 y 1968.

### Obras publicadas
- Poetes russos de la Revolució (1926)
- Francesc Macià. El seu cas personal en el Moviment Patriòtic de Catalunya (1926)
- Càntic d'amor. Poemes (1934)
- Sota el cel dels tròpics (1935)
- El plaer de viure (1936)
- Anecdotari de la Revolució (1937)- de carácter autobiográfico.
- Els catalans en la descoberta i colonització de Califòrnia (1947)
- Contribució a una biografia de Gaspar de Portolà (1966)
- De Balaguer a Nova York passant per Moscou i Prats de Molló (1972)- de carácter autobiográfico.
- Utopia H.P. (1982) basada en la obra teatral Enlloc.
- Nits de lluna a l'Orinoco i altres contes (1983)
- Retorn a Macià (1987)
- El Complot de Prats de Molló (1987)